# Mariä Himmelfahrt (Teuschnitz)

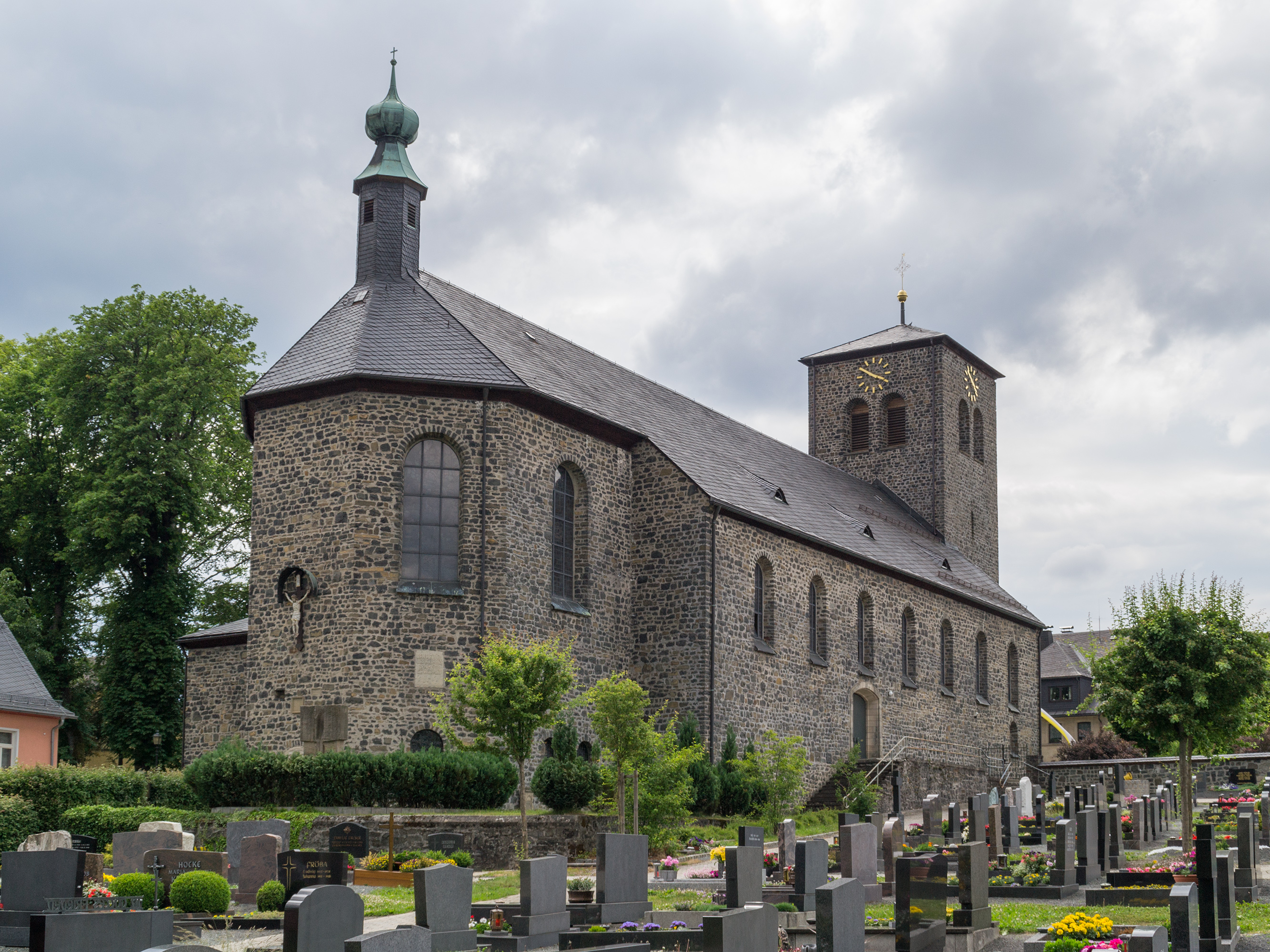
Nordostseite der Kirche

Die katholische Pfarrkirche Mariä Himmelfahrt steht in der Ortsmitte der oberfränkischen Stadt Teuschnitz in Bayern.

## Geschichte
Der Bau von Mariä Himmelfahrt als Ersatz für die vorherige Kirche, die aus dem 17. Jahrhundert stammte und baufällig war, ist auf die Initiative von Pfarrer Heinrich Geiger zurückzuführen, der am 16. April 1940 nach Teuschnitz kam. Nach dem Ende des Zweiten Weltkriegs wurde im Jahr 1945 mit den Vorarbeiten für den Neubau begonnen, obwohl die Baupläne des Architekten Georg Holzbauer aus München noch nicht fertiggestellt waren und auch keine Baugenehmigung vorlag. Die Bruchsteine stammten aus den Steinbrüchen im Umfeld der Stadt, das Bauholz wurde im Pfarrwald geschlagen. Aufgrund der wirtschaftlichen Lage nach dem Krieg erwies sich die Beschaffung weiterer Materialien als schwierig und war nur durch Tauschhandel zu bewerkstelligen.
Mitte Juni wurde mit den Erdarbeiten am geplanten Standort der Kirche begonnen. Am 18. Juli besichtigte Regierungsrat Blattner die Vorgängerkirche der Stadt und zeigte sich von dieser aus denkmalpflegerischer Sicht beeindruckt. Pfarrer Geiger fürchtete deshalb um die Erteilung der Baugenehmigung für die neue Kirche und wandte sich an das Ordinariat in Bamberg. Dort stellte man sich auf die Seite des Pfarrers, verfügte aber dennoch einen einstweiligen Stopp der Bauarbeiten. Nachdem sich im Oktober 1947 auch Regierungsdirektor Pfaller aus Ansbach bei einer Besichtigung der alten Kirche für deren Erhaltung aussprach, wurden durch Pfarrer Geiger und den verantwortlichen Architekten Holzbauer Stellungnahmen und Gutachten eingeholt, die den schlechten Bauzustand der alten Kirche belegen sollten.
Die Baugenehmigung für die neue Kirche wurde schließlich am 10. Juni 1948 durch das Landratsamt in Kronach erteilt. Zu diesem Zeitpunkt waren die Arbeiten am Fundament des Gebäudes bereits weit fortgeschritten. Die Grundsteinlegung erfolgte im Rahmen eines Pontifikalamts durch Weihbischof Arthur Landgraf am 26. September 1948. Eingeweiht wurde das Kirchengebäude am 16. Oktober 1949 durch Erzbischof Joseph Otto Kolb. Die Weihe der Kirchenglocken erfolgte am 23. Mai 1954.
Bei Renovierungsarbeiten im Jahr 1972 wurden Teile des Innenraumes umgestaltet und mit neuer Ausstattung versehen.

## Architektur
Das Mauerwerk der mit schwarzem Schiefer gedeckten Saalkirche besteht aus Bruchsteinen, die im flachgedeckten Innenraum weiß verputzt sind. Auf der Westseite erhebt sich über dem Eingangsportal der mit einem Zeltdach versehene Turm der Kirche, im Osten schließt der eingezogene, polygonal geschlossene Chor, auf dessen Dach ein kleiner Zwiebelturm als Dachreiter aufsitzt, das Gebäude ab. Unterhalb des Chors befindet sich eine Unterkirche, die von den evangelischen Christen genutzt wurde.

## Ausstattung

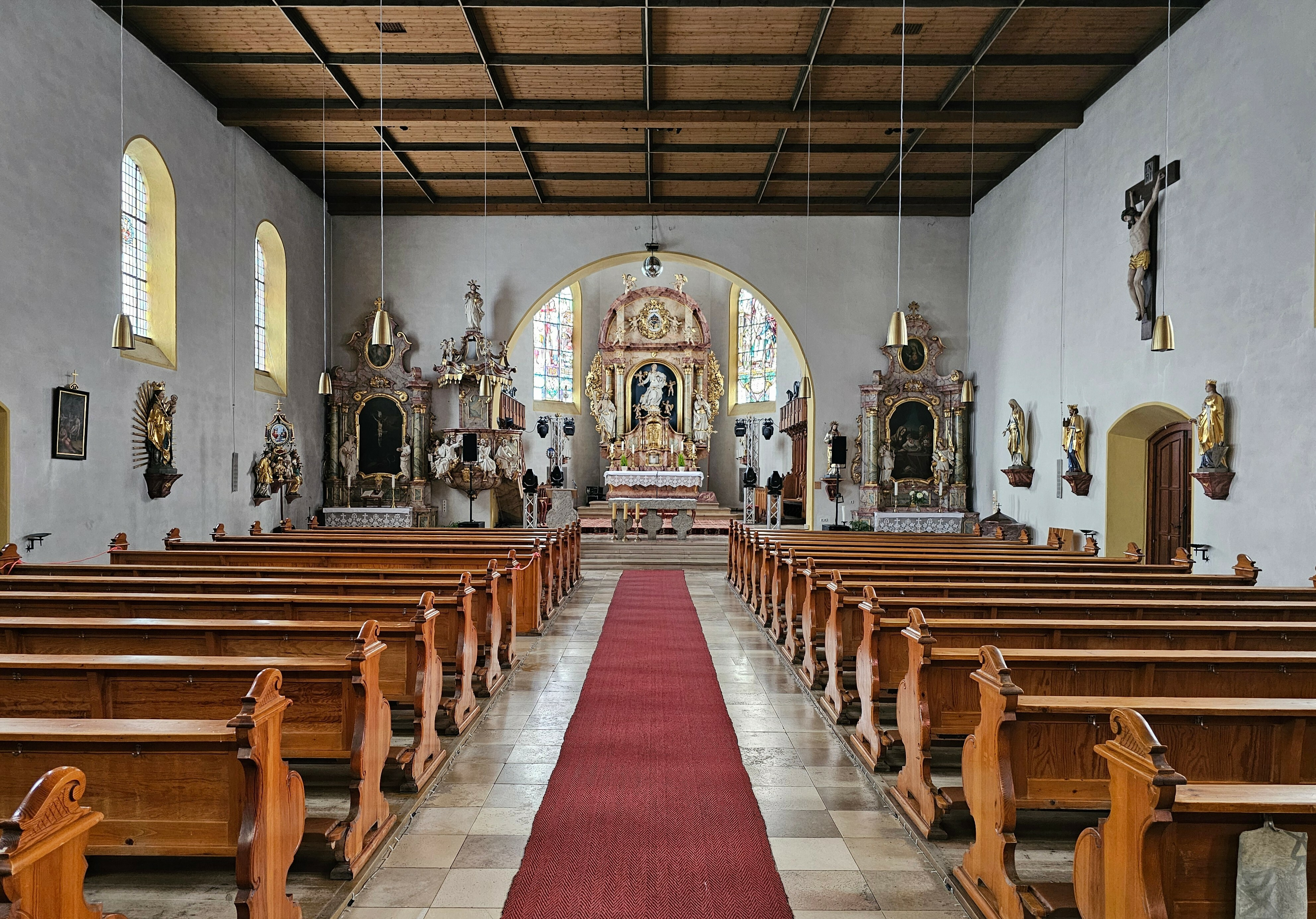
Innenraum (2023)

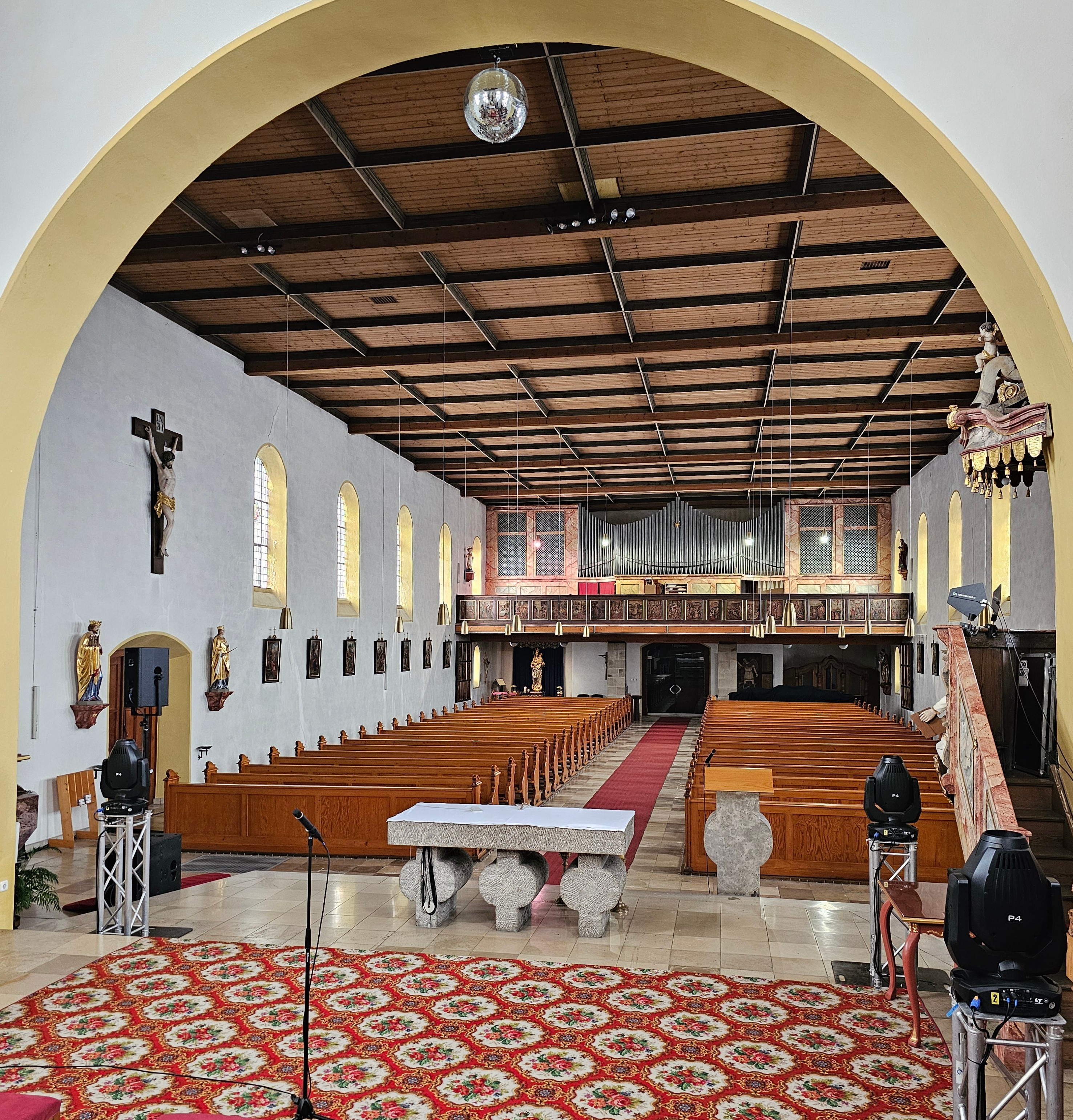
Blick zur Orgel

Das  Chorgestühl war ursprünglich von Thomas Buscher für die Kirche St. Paul in München geschaffen worden. Ende der 1950er Jahre wurden die beiden nach Plänen von Georg von Hauberrisser angefertigten sechssitzigen Eichenholzbänke aus der im Zweiten Weltkrieg schwer beschädigten Paulskirche nach Teuschnitz geholt. Sie sind damit das nördlichste Werk Buschers in Bayern. Im linken Teil des Gestühls im Stil der Neugotik sind die alttestamentlichen Propheten Abraham und Mose dargestellt, im rechten Teil die bayerischen Bistumsgründer, als einen von denen, Paulus oder Kilian, Buscher sich selbst abgebildet hat.
Der viersäulige Hochaltar, zwei zweisäulige Seitenaltäre und die Kanzel mit Schalldeckel stammen aus dem 18. Jahrhundert und wurden aus der Vorgängerkirche übernommen. Neben dem Hochaltar befindet sich eine in Silber gehaltene, vermutlich aus dem 19. Jahrhundert stammende Ewig-Licht-Lampe. Ebenfalls im 19. Jahrhundert sind die 14 Bilder der Kreuzwegstationen entstanden. Weiterhin befinden sich in der Kirche mehrere Heiligenfiguren aus Holz oder Ton, ein achteckiges Taufbecken aus deutschrotem Marmor und ein Holzkreuz mit lebensgroßem Korpus. Die Orgel mit 29 Registern wurde 1942 von G. F. Steinmeyer & Co. erbaut.
Seit einer Renovierung der Kirche im Jahr 1972 ergänzen mit einem Volksaltar und einem Ambo zwei Werke des Kronacher Bildhauers Heinrich Schreiber die Ausstattung.

## Glocken
Im Jahr 1954 goss die Glockengießerei Otto in Bremen-Hemelingen für die Kirche in Teuschnitz fünf Bronzeglocken mit folgenden Schlagtönen: d – e – fis – a – h. Die Glocken haben folgende Durchmesser: 1392 mm, 1240 mm, 1104 mm, 929 mm, 827 mm. Das Gesamtgewicht des Geläutes beträgt 4525 kg.